# 쓰가루 쓰구미치

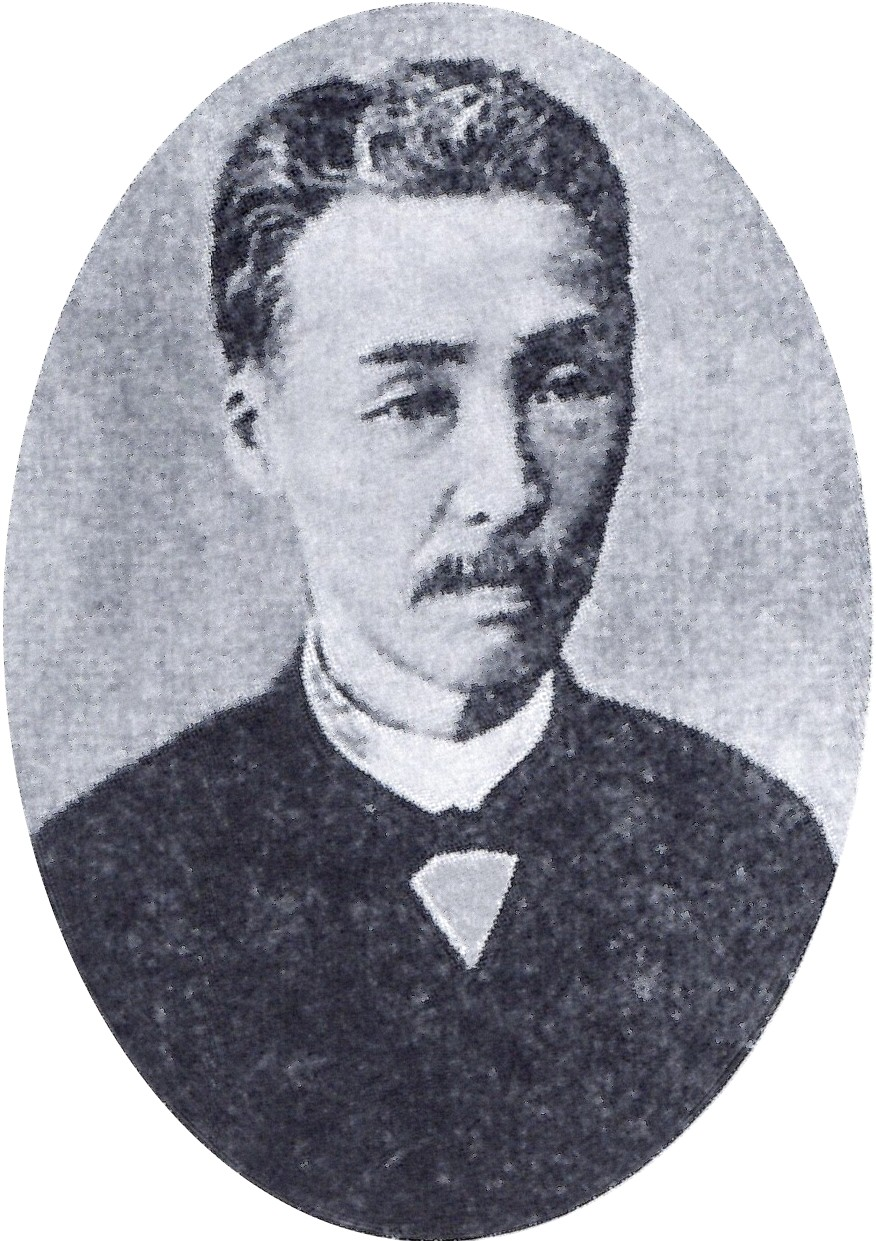
쓰가루 쓰구미치

쓰가루 쓰구미치(일본어: 津軽承叙, 1840년 9월 24일 ~ 1903년 12월 7일)는 구로이시번의 4대(마지막) 번주이다. 어릴적 이름은 모토지로(本次郎), 아사즈미(朝澄)이다. 관위는 종5위하, 시키부쇼유(式部少輔), 메이지 시대에는 정3위, 자작이다. 자식은 루이키쓰(類橘) 등.
쓰가루 유키토모의 아들로 히로사키에서 태어났다. 쓰가루 쓰구야스의 딸과 결혼하여 사위 양자가 되었고, 1851년, 쓰구야스가 사망하자 그 뒤를 이어 번주가 되었다. 1868년 보신 전쟁 때는 히로사키번과 행동을 같이 하여 신정부 편에 섰다. 1869년, 판적봉환으로 지번사가 되었고, 1871년, 폐번치현으로 지번사에서 면직되었다. 1884년, 자작이 되었고, 1890년, 귀족원 의원이 되었다. 1903년, 64세의 나이로 사망하였다. 와카에 재능이 있었다.
| 전임 쓰가루 쓰구야스 | 제4대 구로이시번 번주 1851년 ~ 1871년 | 후임 폐번치현 |